# Понор
Вижте пояснителната страница за други значения на Понор.
Понори или губилища са дълбоки, почти отвесни шахти или комини, които се образуват в карстовите местности, обикновено по дъната на въртопите и са във връзка с отделни добре очертани пукнатини (диаклази). В тях обикновено биват поглъщани (понират) постоянно течащи (реки, потоци) или временно събиращи се (при интензивни валежи) надземни води. Техният диаметър може да достигне 1 – 2 m, а дълбочините са най-различни – от 3 до 186 m. Сухите понори са известни още с името карстови фунии (карстови кладенци) или още пропастни ями.
Понорите са преходните форми между надземния и подземния карст. Много често те дават началото на подземна река, която, преминавайки през подземни кухини и тунели, отново излиза на повърхността с голям дебит. Често подземните води издълбават пещери на няколко етажа. В България такива са Темната дупка, Дяволското гърло, Ягодинска пещера и др.
В България понори има в Западна Стара Планина – (Понор планина край Лакатник и Чиренския подрайон), в Западните Родопи, в Шуменския карстов район, както и на много други места.